# Рафаель Сабатіні
Рафаель Сабатіні (Rafael Sabatini) (29 квітня 1875, Єзі, Італія — 13 лютого 1950, Адельбоден, Швейцарія) — всесвітньо відомий англомовний письменник італійського і англійського походження.

## Життєпис
Народився 29 квітня 1875 року в італійському містечку Єзі (Jesi), біля Анкони на Адріатичному узбережжі. Його батько, італієць Вінченцо Сабатіні, і мати Анна Траффорд, родом з-під Ліверпуля, були відомими у свій час оперними співаками. Вони зустрілися на гастролях на Філіппінах. Після народження сина вони продовжували виступати і, вирішивши, що гастрольне життя не для дитини, відправили маленького Рафаеля до Англії, до батьків Анни, які мешкали в селі біля Ліверпуля. Уже тоді він пристрастився до книг і згодом говорив, що почав писати англійською тому, що найкращі оповідання прочитав саме англійською мовою.
Незабаром батьки Рафаеля завершили артистичну кар'єру і стали викладати спів, відкривши в Порту свою першу школу (згодом Вінченцо Сабатіні досяг чималих успіхів у навчанні майбутніх співаків, а король Португалії дав йому лицарське звання). І хлопчик, якому тоді було близько семи років, переїхав до батьків; там же в Португалії він навчався в католицькій школі, і до італійської й англійської мов, якими він володів з раннього дитинства, додалася португальська. Через кілька років родина Сабатіні повернулася до Італії й оселилася в Мілані, а Рафаеля відправили вчитися у Швейцарію, де він вивчив французьку і німецьку мови. Перша його проба пера була саме французькою мовою, у швейцарській школі. Рафаель продовжував читати, захопився історичними творами, серед його улюблених авторів були Шекспір, Дюма, Мандзоні, Жуль Верн, Вальтер Скотт. Особливо йому полюбилися книги американського історика Вільяма Прескотта, автора «Історії завоювання Мексики» і «Історії завоювання Перу».
У віці 17 років Рафаель Сабатіні покинув школу, і його батько, вважаючи, що вільне володіння п'ятьма мовами допоможе синові зробити кар'єру комерсанта, відправив його до Англії. В 1892 році він прибув у Ліверпуль і кілька років працював перекладачем. У середині 1890-х років Рафаель Сабатіні почав писати, а в 1899 році вже зумів зацікавити своїми оповіданнями головні англійські журнали. У 1901 році він отримав контракт на роман, не написавши ще жодного. В 1904 році вийшла його перша книга. У 1905 році, після виходу другої, він відмовився від комерційної кар'єри й цілком присвятив себе літературі — щороку писав повість чи роман, не рахуючи оповідань. У тому ж році він одружився з дочкою успішного ліверпульського комерсанта і переїхав до Лондона. У 1910-ті роки письменник видав зокрема такі книги, як «Суд герцога» (1912), «Прапор Бика» (1915), «Морський яструб» (1915), два томи «Капризів Кліо» («Ночі історії») (1917, 1919). В роки Першої Світової війни Сабатіні став англійським підданим і працював перекладачем в британській розвідці.
В 1921 році Рафаеля Сабатіні мав уже чверть століття літературного стажу, але саме тоді до письменника прийшов успіх — з виходом в Англії, а пізніше в США, роману «Скарамуш», який розповідає про часи Французької революції. Книга стала міжнародним бестселером. Ще більший успіх мав його роман «Одісея капітана Блада». Взявши за основу окремі факти біографії знаменитого англійського пірата Генрі Моргана, письменник створив чарівний образ корсара-джентльмена, далекого від злості, корисливості, несправедливості. Видавці взялися перевидавати його більш ранні книги, за його творами ставили п'єси. А в 1935 році «Одіссея капітана Блада» була екранізована видатним американським режисером Майклом Кертіцем, головні ролі у фільмі зіграли зірки Голівуду Еррол Флінн і Олівія де Хевіленд. До середини 1920-х років Сабатіні став досить забезпеченим письменником. Однак у 1927 році письменника підстерігала трагедія — в автокатастрофі загинув його єдиний син, Сабатіні впав у депресію, а ще через кілька років вони з дружиною розлучилися. Однак поступово життя виправилося, письменник купив будинок зі ставком у тихому містечку на кордоні Англії й Уельсу, щоб займатися улюбленою риболовлею, де він і мав намір прожити решту життя. Але в 1935 році Сабатіні знову одружився. Разом із дружиною він кожен січень, за винятком років війни, катався на лижах у Швейцарії, в Адельбодені. Сабатіні продовжував писати, віддаючи перевагу оповіданням, і в 1930-ті роки з'явилися дві книги про капітана Блада, ще один том «Капризів Кліо». В роки Другої Світової війни в Сабатіні почалися проблеми зі здоров'ям, він став менше писати; його останній роман «Гравець» з'явився в 1949 році. А остання книга письменника — збірка оповідань «Турбулентні історії» (Turbulent Tales) — вийшла в 1950 році.
Взимку 1950 року Сабатіні, незважаючи на хворобу, відправився, як завжди, у Швейцарію. Але майже весь час він проводив у ліжку. І 13 лютого 1950 року помер і був похований в Адельбодені.

## Твори
- Суд герцога (1912)
- Прапор Бика (1915)
- Морський яструб (1915)
- Скарамуш (Scaramouche) (1921)
- Одіссея капітана Блада (Captain Blood) (1922), 1959 переклад українською мовою П. Мовчана
- Хроніки капітана Блада (The Chronicles of Captain Blood) (1931)
- Чорний лебідь (The Black Swam) (1932)
- Фортуна капітана Блада (The Fortunes of Captain Blood) (1936) 2015 переклад українською мовою А. Санченка

## Українські переклади
- Сабатіні, Рафаель. Одіссея капітана Блада. [Роман. Пер. з англ. П[етра]. Г. Мовчана]. – Київ: «Молодь», 1959. – 326 с., іл. – 21 см – (Бібліотека пригод та наукової фантастики.)
  - Перевидання: Сабатіні, Рафаель. Одіссея капітана Блада [Текст] : [роман] / Рафаель Сабатіні ; [пер. з англ. П. Мовчана ; іл. В. Чуйкова]. - Тернопіль : Навчальна книга - Богдан, 2016. - 392, [3] с. : іл. - (Богданова шкільна наука).
- Сабатіні, Рафаель. Хроніка капітана Блада: Роман / З англ. пер. М[иколи]. Дмитренко. – К.: Молодь, 1975. – 215 с.
  - Перевидання: Сабатіні, Рафаель. Хроніка капітана Блада [Текст] : [роман] / Рафаель Сабатіні ; [пер. з англ. М. Дмитренка ; іл. В. Чуйкова]. - Тернопіль : Навчальна книга - Богдан, 2016. - 265, [2] с. : іл. - (Богданова шкільна наука).
- Сабатіні, Рафаель. Одіссея капітана Блада; Хроніка капітана Блада: Романи: Подорожі. Пригоди. Фантастика / Перекл. з англ. П[етра]. Мовчана, М[иколи]. Дмитренка. – Київ: Молодь, 1981 – 526 с.: іл. – (Библиотека юношества.)
  - Перевидання: Сабатіні, Рафаель. Пригоди капітана Блада [Текст] : [романи] : пер. з англ. [П. Мовчана, М. Дмитренка] / Рафаель Сабатіні ; [передм. А. Саруханян ; іл. В. Чуйкова]. - Тернопіль : Навчальна книга - Богдан, 2017. - 494, [1] с. : іл. - ("Світовид". Бібліотека світової літератури для дітей у 100 томах. Серія третя. Література ХХ століття).
- Сабатіні, Рафаель. Одіссея капітана Блада; Хроніка капітана Блада: Романи: Переклад з англійської. – Харків-Київ: Бюро пропаганди художньої літератури Спілки письменників України. «Майдан», 1992. – 488 с.

Сабатіні, Рафаель. Одіссея капітана Блада / Р. Сабатіні. – Львів : Афіша, 2003. – 320 с. – (Серія «Всесвітня Бібліотека Пригод».)
- Сабатіні, Рафаель. Одіссея капітана Блада; Хроніка капітана Блада / Р. Сабатіні; переклад О. В. Кузьменко. – Донецьк : ТОВ ВКФ «БАО», 2006. – 352 с.: іл. – (Бібліотека світового бестселера.)
- Сабатіні, Рафаель. Одіссея капітана Блада : історико-пригодницький роман: переклад з англійської / Р. Сабатіні; ілюстрації О. А. Літвінов. – Київ : Національний книжковий проект, 2010. – 407 с.; іл. – (Серія «Дитячий світовий бестселер». Велика Британія.)
  - Перевидання: Сабатіні, Рафаель. Одіссея капітана Блада : [історико-пригодницький роман] / Р. Сабатіні ; [пер. з англ. ; худож. О. Літвінова ; ред. О. Мошка]. – К. : Національний книжковий проект, 2010. – 416 с. : ілюстр. – (Бібліотека шкільної класики ; Позакласне читання ; 7 кл.).
- Сабатіні, Рафаель. Пригоди капітана Блада : історико-пригодницький роман: переклад з англійської / Р. Сабатіні; Переклад І. Л. Базилянської. – Харків : ВД «Школа», 2010. – 512 с.– (Золота серія «Бібліотека пригод».)
- Сабатіні, Рафаель. Одіссея капітана Блада [Текст] : [історико-пригодницький роман : для серед. та ст. шк. віку] / Р. Сабатіні ; [переказ з англ. О. Донічевої] ; іл. В. Г. Котлярова. – Київ: Країна Мрій, 2013. – 384 с. : іл. ; 20 см. - (Улюблені книжки.) (Всеволод Нестайко радить прочитати.)
- Сабатіні, Рафаель. Фортуна капітана Блада [Текст] : [роман] / Рафаель Сабатіні ; [пер. з англ. А. Санченка]. - Тернопіль : Навчальна книга - Богдан, 2016. - 235, [2] с. - (Богданова шкільна наука).
- Сабатіні, Рафаель. Одіссея капітана Блада [Текст] : роман / Рафаель Сабатіні ; [пер. з англ. Наталії Філімонової]. – Харків : Книжковий Клуб «Клуб Сімейного Дозвілля», 2017. – 365, [1] с. – (Поринь у світ пригод.)
- Сабатіні, Рафаель. Чорний лебідь: роман [пер. з анг. Віктора Губарева]. - Запоріжжя: ФОП Рябцев В.В., 2024 - 264 с.[1]